# Batalla de Yasinuvata
La batalla de Yasinuvata fue una serie de enfrentamientos en el verano de 2014 por el pueblo de Yasinuvata en Ucrania oriental en el contexto de la guerra del Dombás. El dominio de dicho poblado fue crucial para controlar las rutas de comunicación entre Donetsk y Jórlivka.

## Eventos
Durante la batalla, la ciudad fue capturada por grupos de militantes prorrusos.

### Luchas por el control de la ciudad
Los combates comenzaron el 4 de agosto de 2014. Al día siguiente, la ciudad fue entregada a las milicias de la República Popular de Donetsk para evitar grandes bajas entre la población local.
El 17 de agosto, este lanzamiento fue repetido por la Brigada 95 de las Fuerzas Armadas de Ucrania. Sin embargo, los combates en las afueras continuaron, por lo tanto, el barrido final de la ciudad duró varios días, feroces combates posicionales tuvieron lugar el 18 de agosto. Durante estos sucesos murió Mushta Maxim Alexandrovich, sargento menor, regimiento de propósito especial de NMU Yaguar y Kondratenko Vasyl Oleksiyovych, soldado de la brigada 95.

### Pérdida de puesto de control
El 13 y 14 de septiembre, los militantes de la RP de Donetsk intentaron sacar a las tropas ucranianas de sus posiciones con fuerzas de 1 tanque, 3 vehículos blindados de transporte de tropas y unos 300 soldados de infantería al amparo de la artillería de chorro y cañón. Las fuerzas de la ATO rechazaron un intento de abrirse paso entre los militantes y rechazaron al enemigo a pocos kilómetros de la ciudad, Andriy Lysenko: "Los militantes actuaron al amparo de la artillería y el fuego de las instalaciones de Grad.
El 17 de septiembre, Espresso TV con referencia a la periodista Iintera Romana Bochkalu informó que el ejército ucraniano perdió el control del puesto de control cerca de Yasinwy y se retiró de la ciudad por varios kilómetros. Mientras que el poder del casco ofrece a los separatistas uno mejor que el otro bajo la tregua lograda, bajo sus propias palabras «la República Popular de Donetsk continúa atacando rompe nuestra línea de defensa». Según los combatientes de la Brigada 93, el 17 de diciembre perdieron el control del puesto de bloqueo cerca de Yasinwy. El ejército ucraniano se vio obligado a retirarse durante varios kilómetros como resultado del bombardeo de Gradami, el impacto de un grupo de tanques y la ventaja significativa de la fuerza viva del enemigo. Según los ucranianos, combatientes chechenos se encontraban en las filas de las milicias prorrusas.

### Combates en el promzon
En marzo de 2016, las hostilidades junto con Yasinuvata se reanudaron como resultado de los enfrentamientos de una ciudad que une la vía carretera de Donetsk con Konstantínovka.